# ایرج بقایی کرمانی
ایرج بقایی کرمانی (۲۸ دی ۱۳۱۶ – ۱۹ فروردین ۱۳۹۱) متخلص به وفا، شاعر و نویسنده اهل ایران بود. او تحصیلات ابتدایی را رفسنجان و تحصیلات متوسطه را در تهران گذراند و پس از آن در وزارت کار و اداره کل آمار مشغول به کار شد. وی همزمان با کار به نویسندگی در رادیو و تلویزیون پرداخت. مجموعه تلویزیونی "آینه" در اوایل دهه شصت یکی از پرطرفدارترین مجموعه های تلویزیونی در آن زمان، از نوشته های وی است. از کتابهای شعر او می توان به "شب و دل" و "سلام بر آفتاب" و منظومه "لیلی و مجنون" نام برد. از جمله کتاب‌های تاریخ به روایت طنز او، "کشورگشایان قاجار"، "شاه سلطان حسین جنگجو"، "مظفرالدین شاه بی بخار" از انتشارات آفرینش قابل ذکر هستند. او کتابی در رد آثار اریک فون دنیکن نوشت که به نام "ارابه بی خدایان" به چاپ رسید. در زمینه داستان، می توان به کتاب "عشق همچون عشق" درباره دنیای پس از مرگ اشاره کرد که بخشی از آن، شرح زندگی نویسنده است. از این نویسنده مردمی، کتابها و آثار متعد دیگری به جای مانده است.

## کار در تلویزیون
ایرج بقایی  اولین نویسنده و پایه‌گذار مجموعه تلویزیونی آئینه بوده است.
علاوه بر آن، چند سریال دیگر از جمله: کوچه عمودی، در انتهای شب، و سرزمین خوشبختی را نویسندگی کرده است.
او میان پرده‌های زیادی نیز برای جنگ هفته نوشته است.

## تألیفات
از ایرج بقایی ۱۸ کتاب برجا مانده که ۱۴ عنوان آن به چاپ رسیده‌است.
آثار وی به شرح زیر است:
- مظفر الدین شاه بی بخار[۳]
- زن نامرئی
- نیش و نوش
- کشورگشایان قاجار[۴]
- ارابه بی خدایان
- ناصرالدین شاه زن ذلیل[۵]
- شاه سلطان حسین جنگجو[۶]
- چنگیزخان مهربان
- راز ثریا
- لیلی و مجنون (کتاب شعر)
- سلام بر آفتاب (کتاب شعر)
- شب و دل (کتاب شعر)
- عشق همچون عشق (رمان)
- خدا و خرگوش‌ها (داستان کودکان)
- بعد از پاییز
- سفر به دیار عشق
- چرا آمدیم؟
- آقامحمدخان قاجار

## درگذشت
ایرج بقایی به دلیل کهولت سن و بیماری در بیمارستان بستری شد، پس از مدتی از بیمارستان مرخص شد اما با این وجود حال مساعدی نداشت. او در صبح شنبه ۱۹ فروردین ۱۳۹۱ در ۷۴ سالگی درگذشت و پیکرش در قطعه ۱۲۳ بهشت زهرا به خاک سپرده شد.